# جوزي ماران
جوزي ماران (بالإنجليزية: Josie Maran)‏ هي عارضة وممثلة أمريكية، ولدت في 8 مايو 1978 بمينلو بارك في الولايات المتحدة.

## أعمال

### أفلام
- (2004) الطيار[5]
- (2004) فان هيلسنج[6]

## وصلات خارجية
- جوزي ماران على موقع IMDb (الإنجليزية)
- جوزي ماران على موقع ميتاكريتيك (الإنجليزية)
- جوزي ماران على موقع روتن توميتوز (الإنجليزية)
- جوزي ماران على موقع قاعدة بيانات الأفلام العربية
- جوزي ماران على موقع ألو سيني (الفرنسية)
- جوزي ماران على موقع أول موفي (الإنجليزية)
- جوزي ماران على موقع قاعدة بيانات الأفلام السويدية (السويدية)
- جوزي ماران على موقع إن إن دي بي (الإنجليزية)
- جوزي ماران على موقع قاعدة بيانات الفيلم (الإنجليزية)
- جوزي ماران على موقع ليتربوكسد (الإنجليزية)